# Eupelmus basileius
Eupelmus basileius är en stekelart som beskrevs av Perkins 1910. Eupelmus basileius ingår i släktet Eupelmus och familjen hoppglanssteklar. Inga underarter finns listade i Catalogue of Life.